# Volta a stella

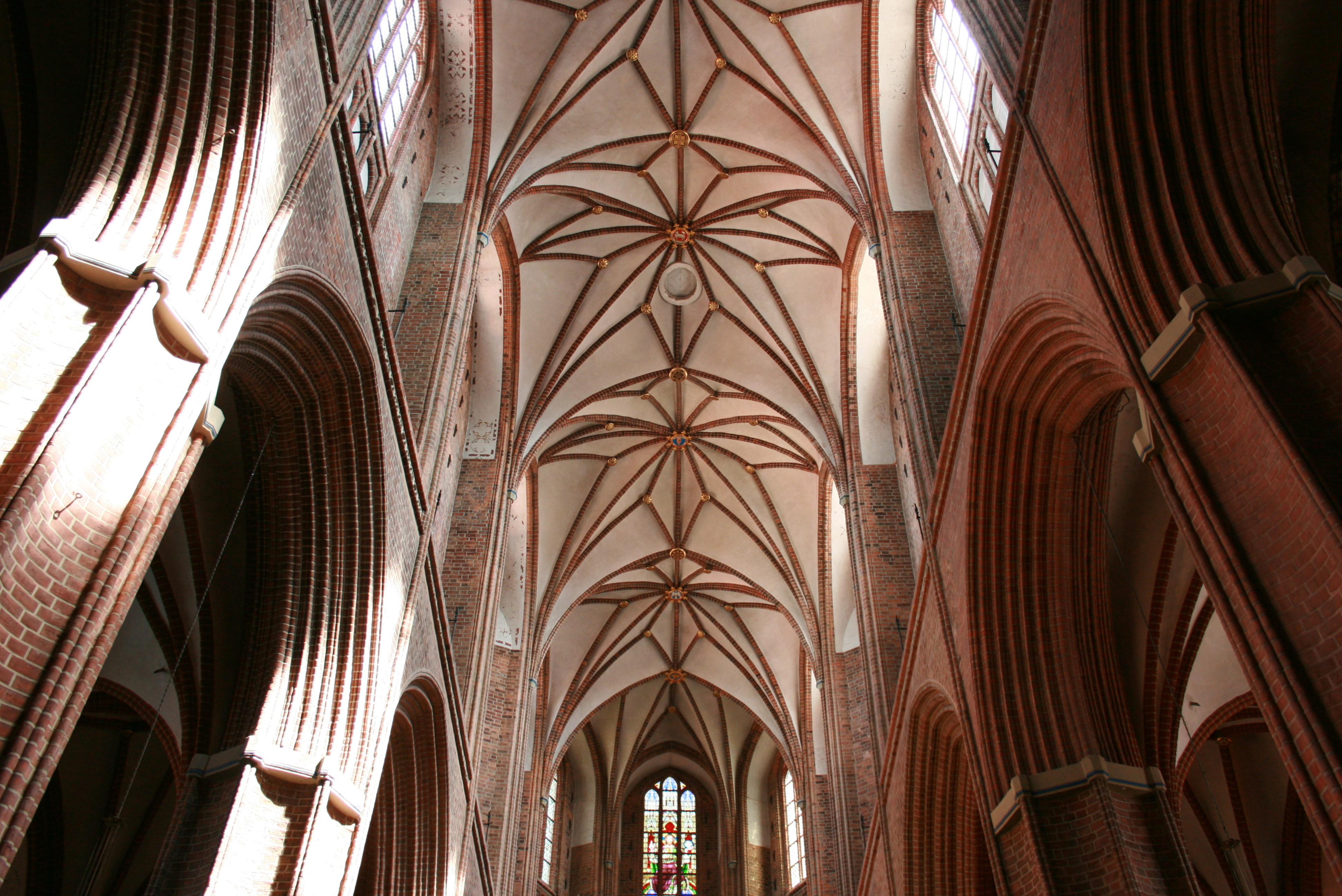
Volte a stella della Chiesa di San Nicola a Luneburgo, Germania.

La volta a stella è, in architettura, una tipologia di copertura a volta derivata dalla volta a crociera.
Nel XIII secolo, in epoca gotica, la volta a crociera venne arricchita di nuovi costoloni, che suddividendo le vele, ne aumentarono il sostegno. I disegni geometrici che ne uscirono ricordavano la forma delle stelle, da cui il nome. In Italia è soprattutto diffusa nel Salento dove ha trovato terreno fertile grazie alle caratteristiche della locale pietra leccese divenendo un elemento architettonico peculiare della regione e prendendo anche il nome di “volta leccese” o “volta salentina”. 

## Storia e diffusione
Dapprima, soprattutto in Inghilterra, i costoloni vennero aggiunti in senso verticale in modo che dai pilastri/colonne raggiungevano direttamente la nervatura di colmo della volta, come nella volta della Cattedrale di Lincoln (risalente al 1225). Ma, durante la costruzione della volta della Cattedrale di York nel 1291, si raccordarono i costoloni principali con altri secondari che suddividevano la vela in più parti conferivano una forma stellare.
In seguito questa tecnica si diffuse molto in epoca Tardo gotica e impiegata nelle coperture di chiese, palazzi e chiostri. Molto in voga divenne nell'area germanica, soprattutto grazie ai grandi architetti Parler, ma anche nella Penisola iberica.
Esempi notevoli si trovano nella Cattedrale di San Vito a Praga, nella Cattedrale di Ulma, e nella Cattedrale di Burgos; versione lignea è la volta stellata della Chiesa Grande di Haarlem.

Volta a Stella
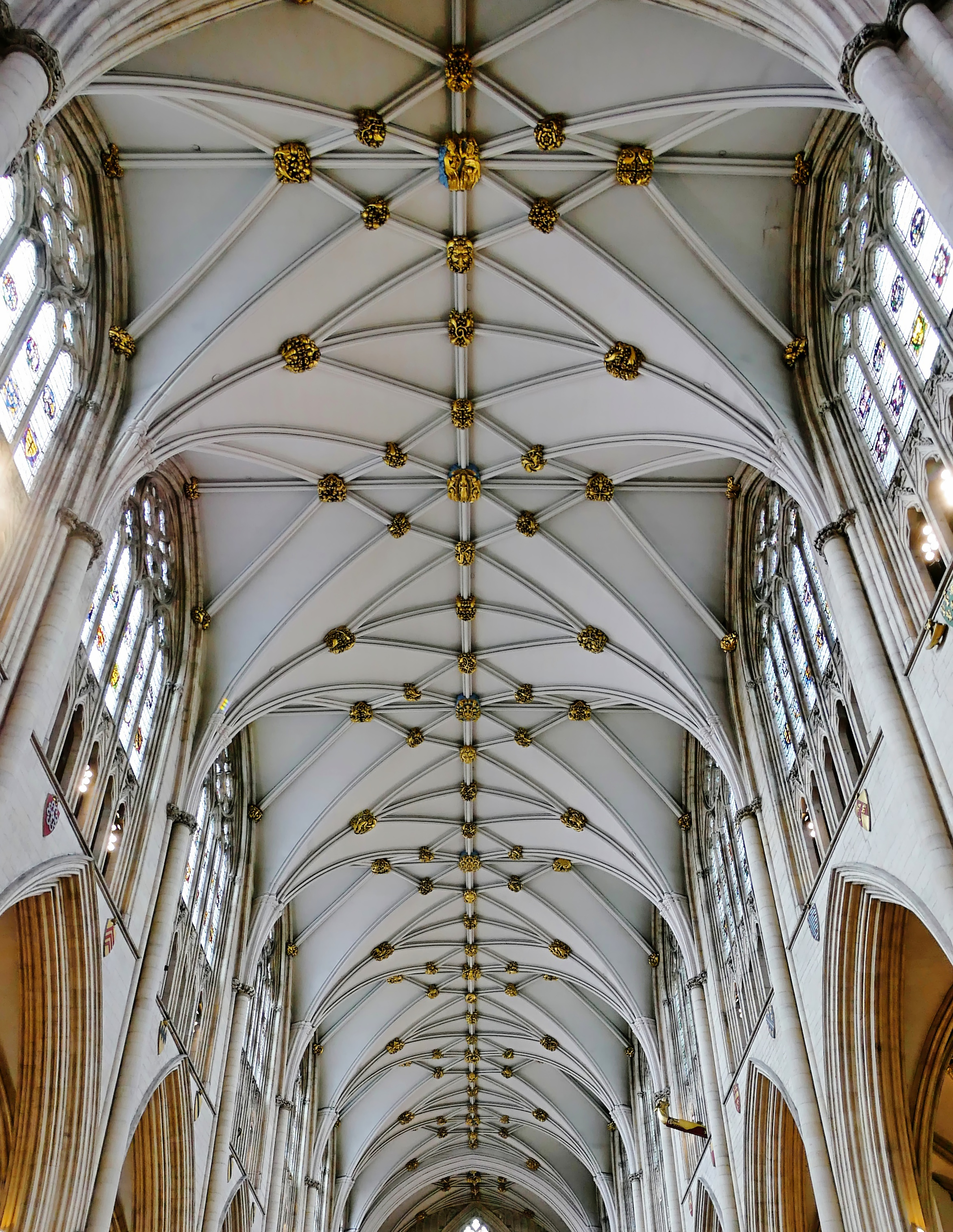
Cattedrale di York
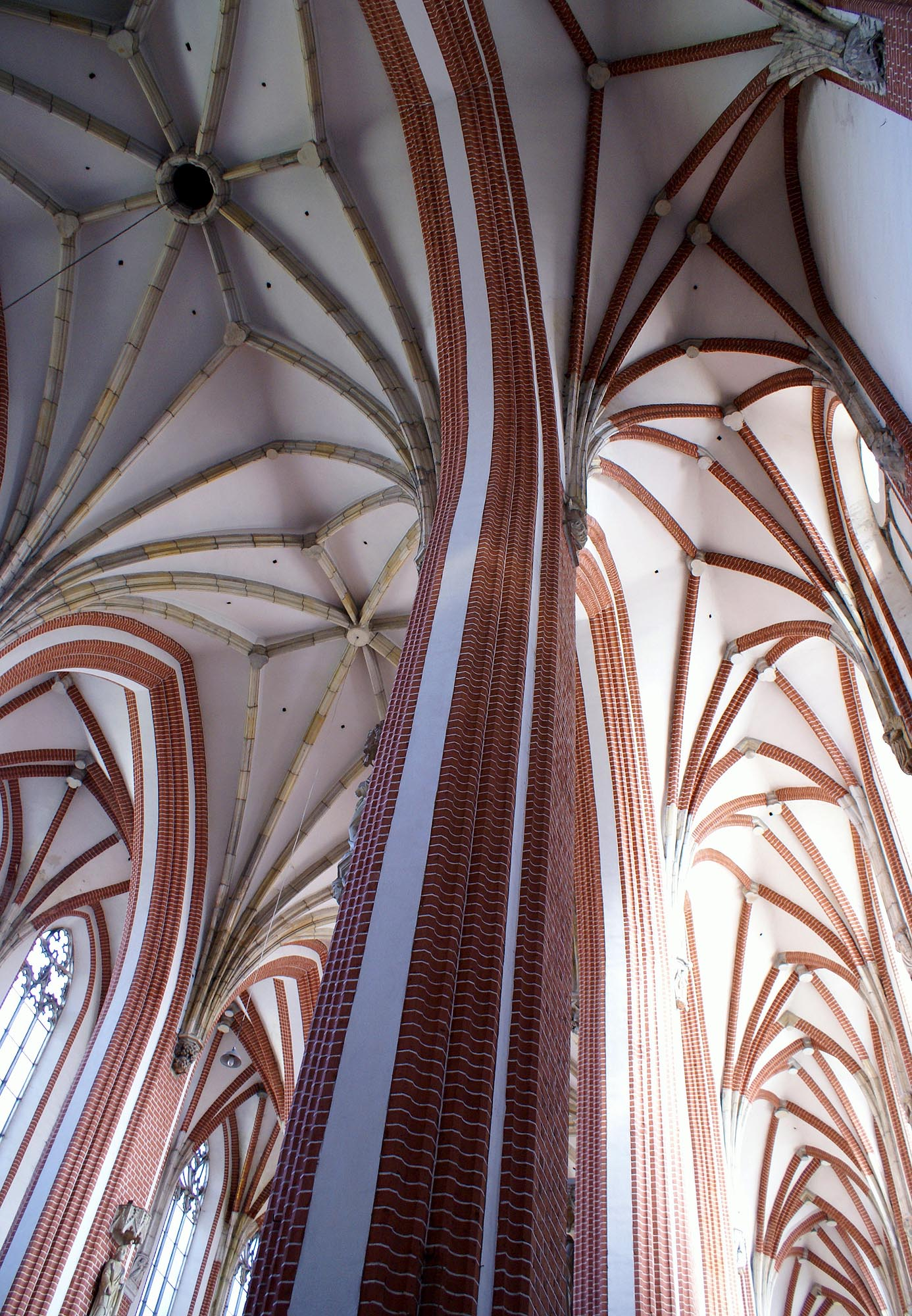
Chiesa di Nostra Signora sulla Sabbia, Breslavia
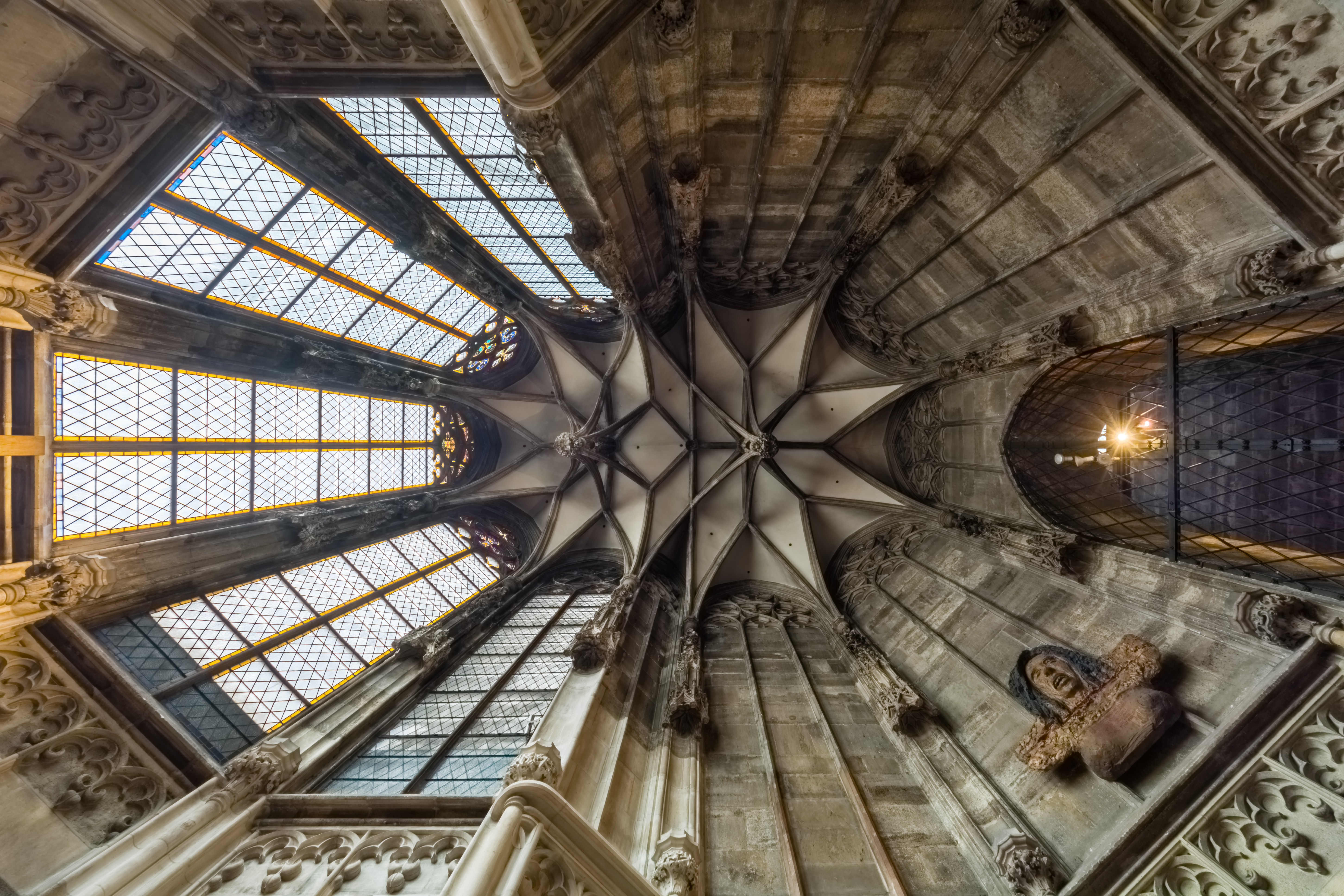
Cappella di Santa Barbara, Duomo di Vienna
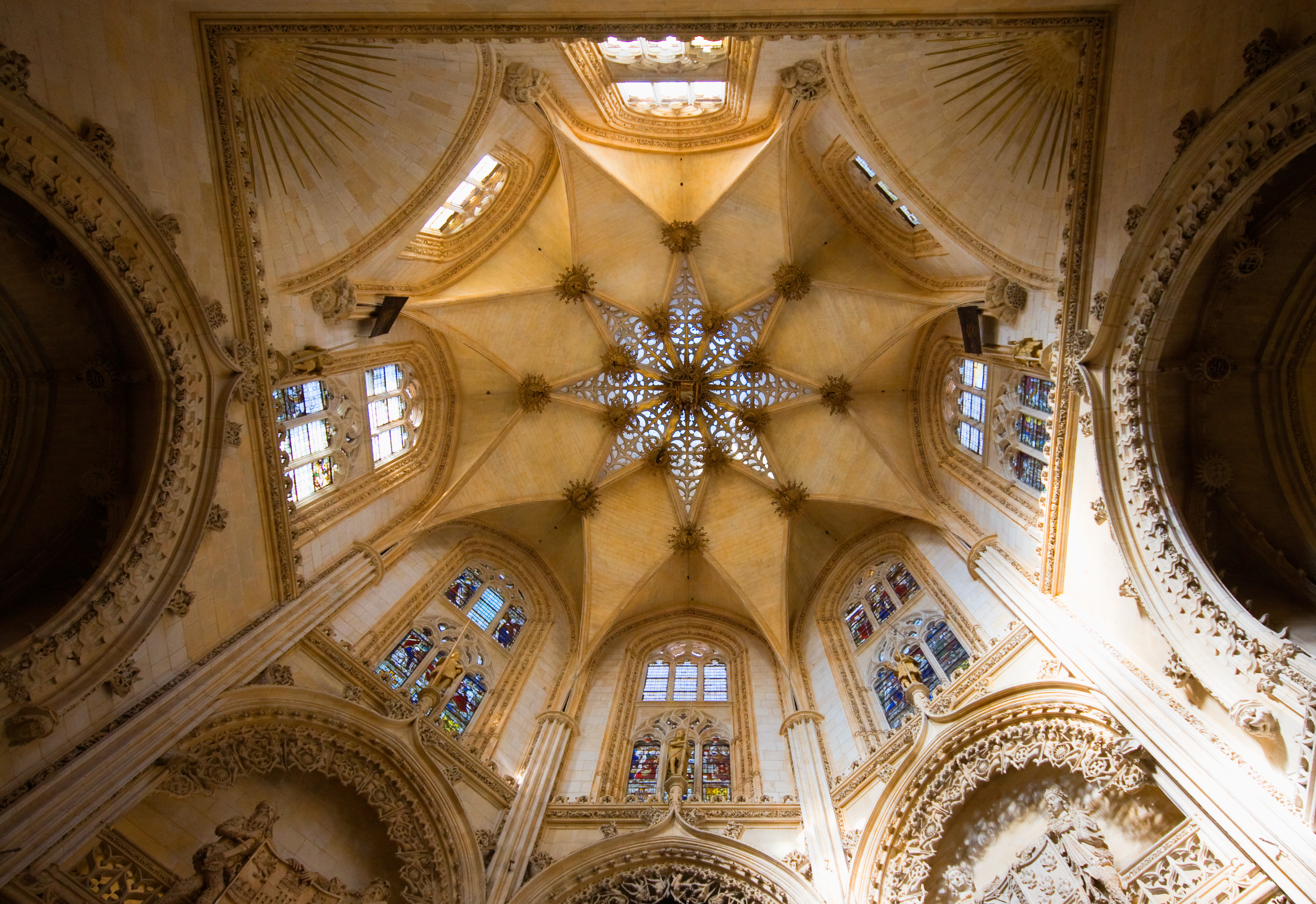
Cappella del Conestabile, Cattedrale di Burgos
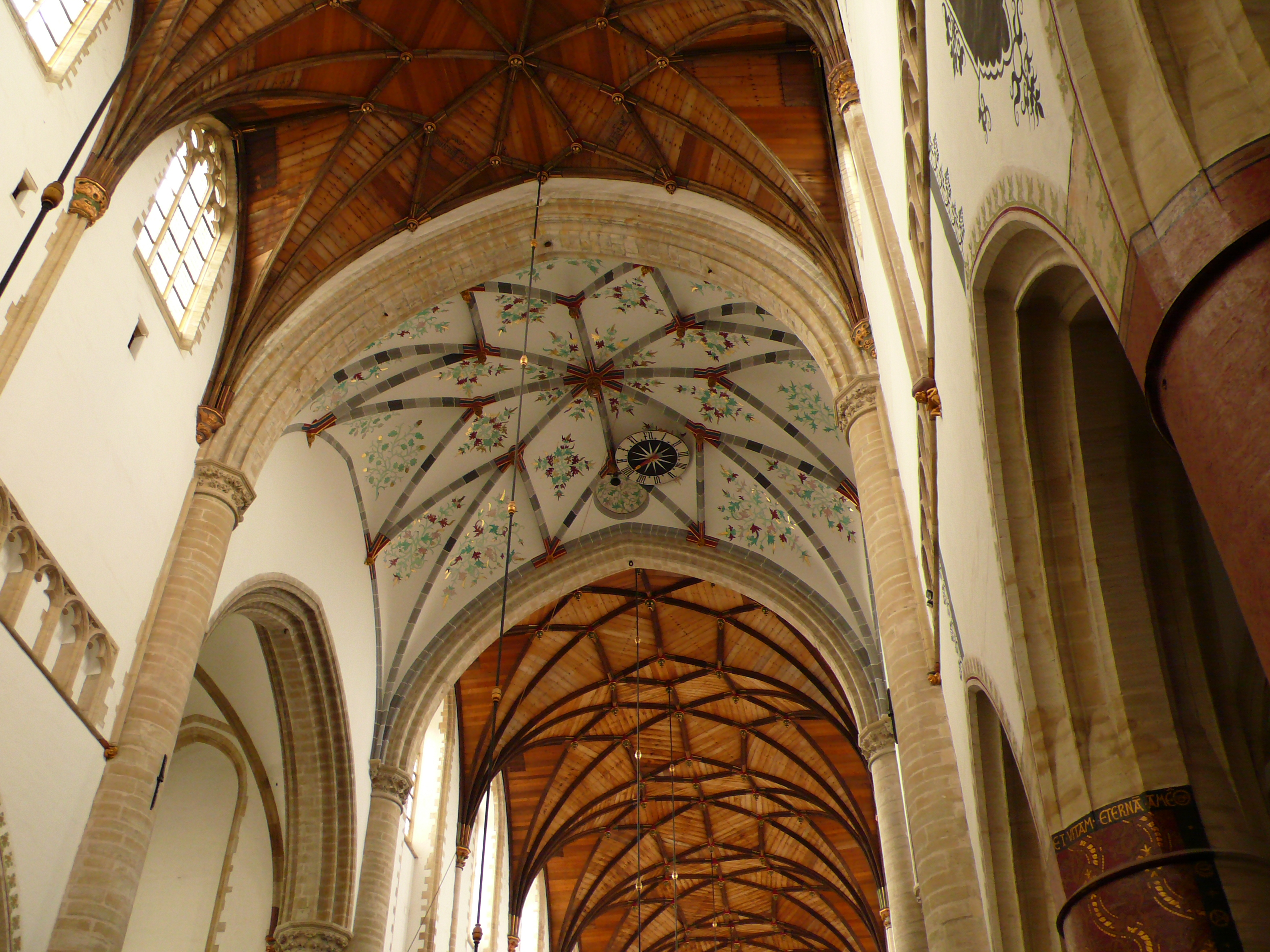
Chiesa Grande di Haarlem

## Volta a stella salentina
Conosciuta soprattutto come volta a spigolo, o volta a squadro è, rispetto alle altre coperture a volta, piuttosto recente: non se ne attestano esemplari anteriori al XVII secolo.
Questo tipo di copertura è tipico del Salento, tanto che spesso e volentieri la si identifica come volta leccese; essa ha origine dalla necessità di adattare i materiali disponibili in loco (quale la Pietra leccese, piuttosto porosa e friabile) alla costruzione di edifici solidi, ampi e funzionali, ma anche esteticamente gradevoli.
Per queste sue caratteristiche, la volta a stella è riscontrabile molto spesso in chiese e edifici del barocco leccese.
Esempi di volta a stella si trovano anche in alcune zone della Basilicata e della Campania.
La volta salentina andrà necessariamente impostata su quattro pilastri quadrangolari, eventualmente addossati o inglobati nelle pareti della stanza da coprire. Su di essi si andranno a innestare dei particolari pennacchi, denominati in dialetto salentino  'Mpise (Appese, cioè appigli).
Sulle 'mpise si andranno poi a installare le formate, ossia gli archi che definiranno l'altezza e la forma della volta. Sulle formate si innesteranno due calotte simili a una volta a botte, ma leggermente rialzate rispetto alle formate, denominate unghie. 
A questo punto la volta avrà una forma molto simile a quella di una volta a crociera; lo spazio rimasto, avente la vaga forma di una stella stilizzata, sarà infine coperto da un'ulteriore calotta comprendente la chiave di volta, che va a innestarsi negli spigoli tra le unghie. 
In alcuni casi i pilastri non sono quadrangolari ma a forma di L; in questo caso la "stella" formata dalla calotta avrà due punte per braccio, e lo spazio tra essa e le unghie sarà chiuso da un ulteriore elemento architettonico, una specie di cuneo denominato cappuccio. In tal caso la volta potrà essere chiamata a squadro o a doppia stella